# Settela Steinbach

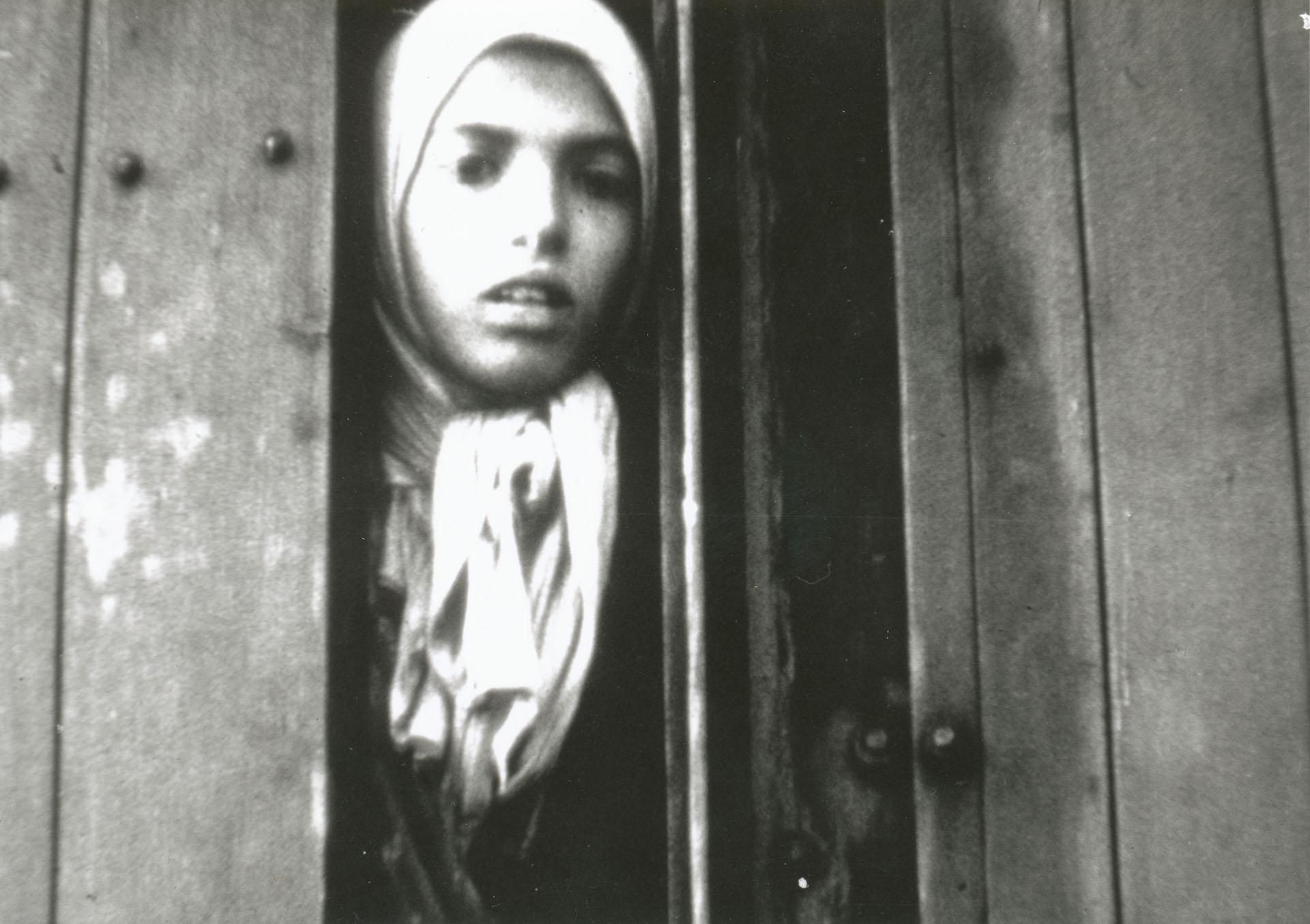
Settela Steinbach in einem Waggon auf dem Transport in das KZ Auschwitz-Birkenau (Mai 1944).

Anna Maria „Settela“ Steinbach (* 23. Dezember 1934 in Buchten bei Sittard (NL); † zwischen 31. Juli und 3. August 1944 im KZ Auschwitz-Birkenau) war eine niederländische Sintiza, die mit ihrer Familie von den Nationalsozialisten in das Vernichtungslager Auschwitz deportiert und dort ermordet wurde. Ihr Foto vom Transport nach Auschwitz galt zunächst als ein Symbol der Verfolgung der niederländischen Juden, bis 1994 der Journalist Aad Wagenaar recherchierte, dass sie den niederländischen Sinti angehörte. Heute steht es für den Genozid an den europäischen Roma.

## Leben
Anna Maria Steinbach wurde in Buchten (bei Sittard-Geleen) als siebtes Kind des Händlers und Geigers Heinrich (Moeselman) und Emilia (Toetela) Steinbach geboren, die insgesamt zehn Kinder hatten. Am 16. Mai 1944 wurde sie bei einer in den Niederlanden durchgeführten landesweiten Verhaftungsaktion gegen „Zigeuner“ in Eindhoven festgenommen. Noch am selben Tag wurde sie mit 577 weiteren Opfern in das Durchgangslager Westerbork verschleppt. 279 wurden wieder freigelassen, nachdem festgestellt wurde, dass sie nach der rassistischen, „blutsmäßigen“ Kategorisierung nicht als „Zigeuner“ galten, obgleich sie „nach Zigeunerart“ in Wohnwagen lebten. Am 19. Mai wurde Settela zusammen mit 244 weiteren Roma in das KZ Auschwitz-Birkenau deportiert. Rudolf Breslauer, ein jüdischer Gefangener in Westerbork, der im Auftrag des deutschen Lagerkommandanten Albert Konrad Gemmeker einen Film drehte, nahm Settela auf. Crasa Wagner, die im gleichen Güterwaggon saß, hörte, wie Settelas Mutter ihren Namen nannte und sie warnte, den Kopf aus der Öffnung zu strecken. Das Bild zeigt ein Mädchen mit Kopftuch: Settela verbarg den nach einer als entwürdigend empfundenen Rasur kahlen Kopf.
Am 21. Mai 1944 erreichte der Transport Auschwitz-Birkenau. Die Deportierten wurden registriert und im „Zigeunerfamilienlager“ inhaftiert. Die bei der „Selektion“ als arbeitsfähig Beurteilten wurden in dem zu Auschwitz gehörigen Industriekomplex der IG Farben (Auschwitz-Monowitz) und in Außenkommandos mit dem Ziel einer „Vernichtung durch Arbeit“ eingesetzt. Die übrigen 3000 wurden zwischen Juli und dem 3. August durch Gas getötet. Settela Steinbach, ihre Mutter, zwei Brüder, zwei Schwestern, ihre Tante, zwei Neffen und eine Nichte gehörten zu dieser Gruppe. Von Settelas Familie überlebte nur der Vater, der 1946 starb und in Maastricht begraben wurde.
Nach dem Ende des Nationalsozialismus wurde die sieben Sekunden dauernde Filmsequenz von Rudolf Breslauer in zahlreichen Dokumentarfilmen verwendet. Das Bild des unbekannten jungen Mädchens, das ängstlich aus einem Waggon eines Transports nach Auschwitz blickt, wurde ein Symbol der nationalsozialistischen Massenverbrechen. Die Fehldeutung des Bilds als Darstellung einer Vernichtungsdeportation von Juden hängt damit zusammen, dass dem Porajmos über eine lange Zeit nur wenig Aufmerksamkeit zukam.
Im Dezember 1992 begann der niederländische Journalist Aad Wagenaar damit, die Identität des Mädchens zu recherchieren. Aus Details des Waggons, vor allem aus der Nummerierung und durch die Entdeckung und Zuordnung eines einzelnen Koffers, der im Film erscheint, stellte er fest, dass der Transport am 19. Mai 1944 stattgefunden haben musste. Es war nachweislich kein gemischter Transport von niederländischen Juden und Roma. Am 7. Februar 1994 deckte die auf einem Platz von woonwagenbewoners in Spijkenisse lebende Crasa Wagner, die Auschwitz überlebt hatte, die Identität von Settela Steinbach auf. Woonwagenbewoners sind eine soziale Randgruppe in den Niederlanden (abschätzig auch kampers genannt, bevorzugte Eigenbezeichnung: reizigers), die um die Mitte des 19. Jahrhunderts aus verarmten Schichten der niederländischen Bevölkerung, darunter mit einem nicht geringen Anteil westfälische Zuwanderer, entstand und als interne Gruppensprache Bargoens, einen niederländisch basierten Rotwelschdialekt spricht.
Die Suche nach Settela Steinbachs Identität wurde von Cherry Duyns in seinem Dokumentarfilm Settela, gezicht van het verleden (1994) nachgezeichnet. Wagenaar veröffentlichte die Ergebnisse seiner Recherchen in einem Buch.